# Trolleybus de Roussé
 (mars 2024).
La mise en forme du texte ne suit pas les recommandations de Wikipédia : il faut le « wikifier ».
Les points d'amélioration suivants sont les cas les plus fréquents :
- Les titres sont pré-formatés par le logiciel. Ils ne sont ni en capitales, ni en gras.
- Le texte ne doit pas être écrit en capitales (les noms de famille non plus), ni en gras, ni en italique, ni en « petit »…
- Le gras n'est utilisé que pour surligner le titre de l'article dans l'introduction, une seule fois.
- L'italique est rarement utilisé : mots en langue étrangère, titres d'œuvres, noms de bateaux, etc.
- Les citations ne sont pas en italique mais en corps de texte normal. Elles sont entourées par des guillemets français : « et ».
- Les listes à puces sont à éviter, des paragraphes rédigés étant largement préférés. Les tableaux sont à réserver à la présentation de données structurées (résultats, etc.).
- Les appels de note de bas de page (petits chiffres en exposant, introduits par l'outil «  Source ») sont à placer entre la fin de phrase et le point final[comme ça].
- Les liens internes (vers d'autres articles de Wikipédia) sont à choisir avec parcimonie. Créez des liens vers des articles approfondissant le sujet. Les termes génériques sans rapport avec le sujet sont à éviter, ainsi que les répétitions de liens vers un même terme.
- Les liens externes sont à placer uniquement dans une section « Liens externes », à la fin de l'article. Ces liens sont à choisir avec parcimonie suivant les règles définies. Si un lien sert de source à l'article, son insertion dans le texte est à faire par les notes de bas de page.
- La présentation des références doit suivre les conventions bibliographiques. Il est recommandé d'utiliser les modèles {{Ouvrage}}, {{Chapitre}}, {{Article}}, {{Lien web}} et/ou {{Bibliographie}}. Le mode d'édition visuel peut mettre en forme automatiquement les références.
- Insérer une infobox (cadre d'informations à droite) n'est pas obligatoire pour parachever la mise en page.

Pour une aide détaillée, merci de consulter Aide:Wikification.
Si vous pensez que ces points ont été résolus, vous pouvez retirer ce bandeau et améliorer la mise en forme d'un autre article.
Le réseau de trolleybus de Roussé dessert la cinquième plus grande ville de Bulgarie, ouvert en 1988, le réseau compte actuellement sept lignes et forme l'épine dorsale du système de transport de la ville. Sa longueur approximative est de 63 km et a été conçue pour fonctionner avec l'électricité en 600 V CC, bien que toutes les infrastructures ne soient pas activement utilisées. Divers modèles de trolleybus ont été en opération dans Roussé depuis l'ouverture du réseau.

## Histoire

### Premières années

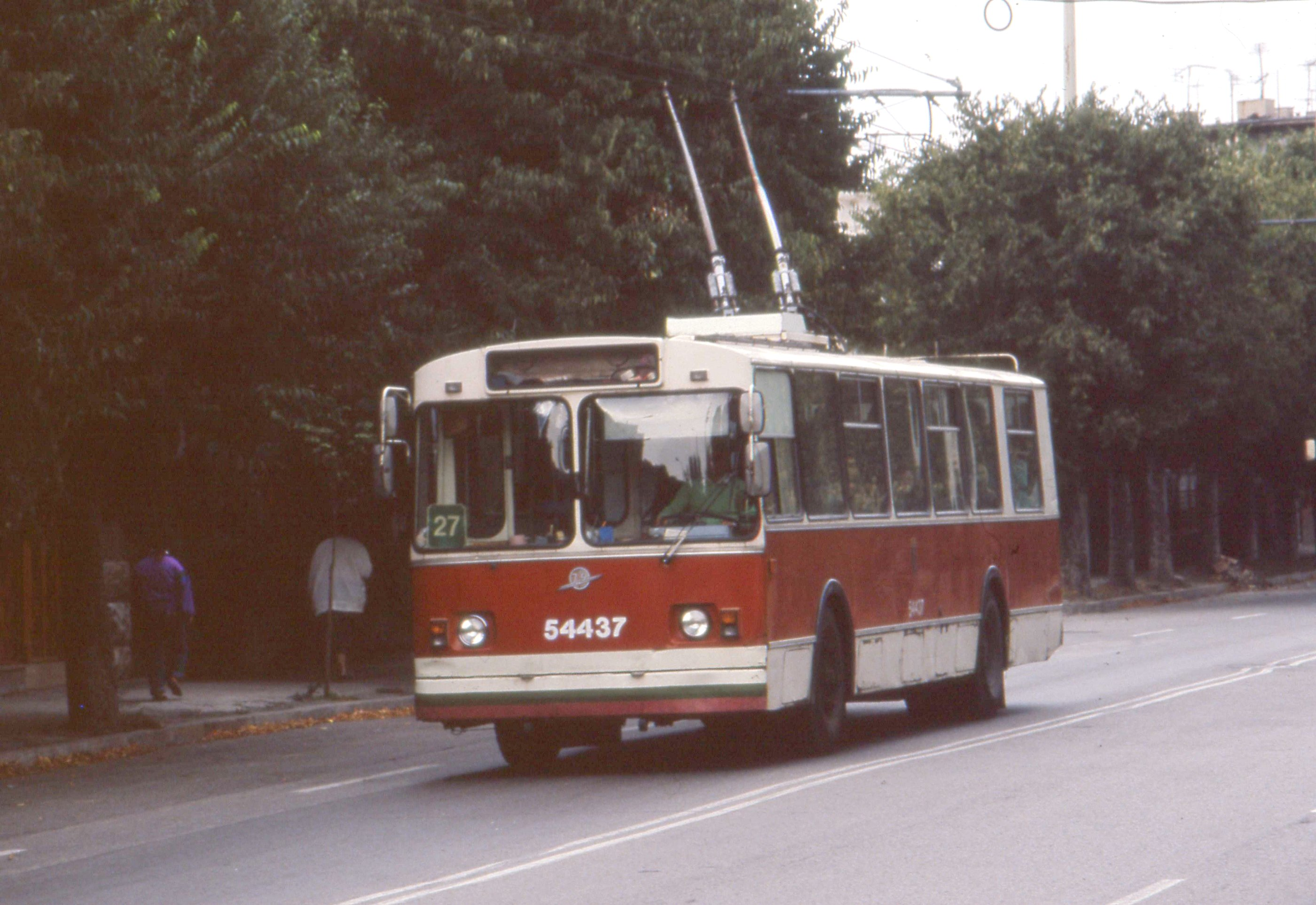
Un trolleybus ZiU-9 circulant sur la route 27 en 1993

Le premier trolleybus de la ville de Roussé est parti en 1988, sur la route partant de la zone industrielle occidentale. Les lignes étaient exploitées uniquement à l'aide de trolleybus ZiU . Bien qu'il s'agisse d'un nouveau système de trolleybus construit dans une période difficile de stagnation économique, qui s'est aggravée après la chute du régime communiste dans le pays, le réseau a réussi à se diversifier. Les trolleybus offraient des liaisons de transport fiables dans les directions de transport les plus fréquentées, remplaçant de nombreuses lignes de bus. Des trolleybus retirés des villes suisses de Bâle, Berne et Winterthour ont été introduits dans le réseau à la fin des années 1990.

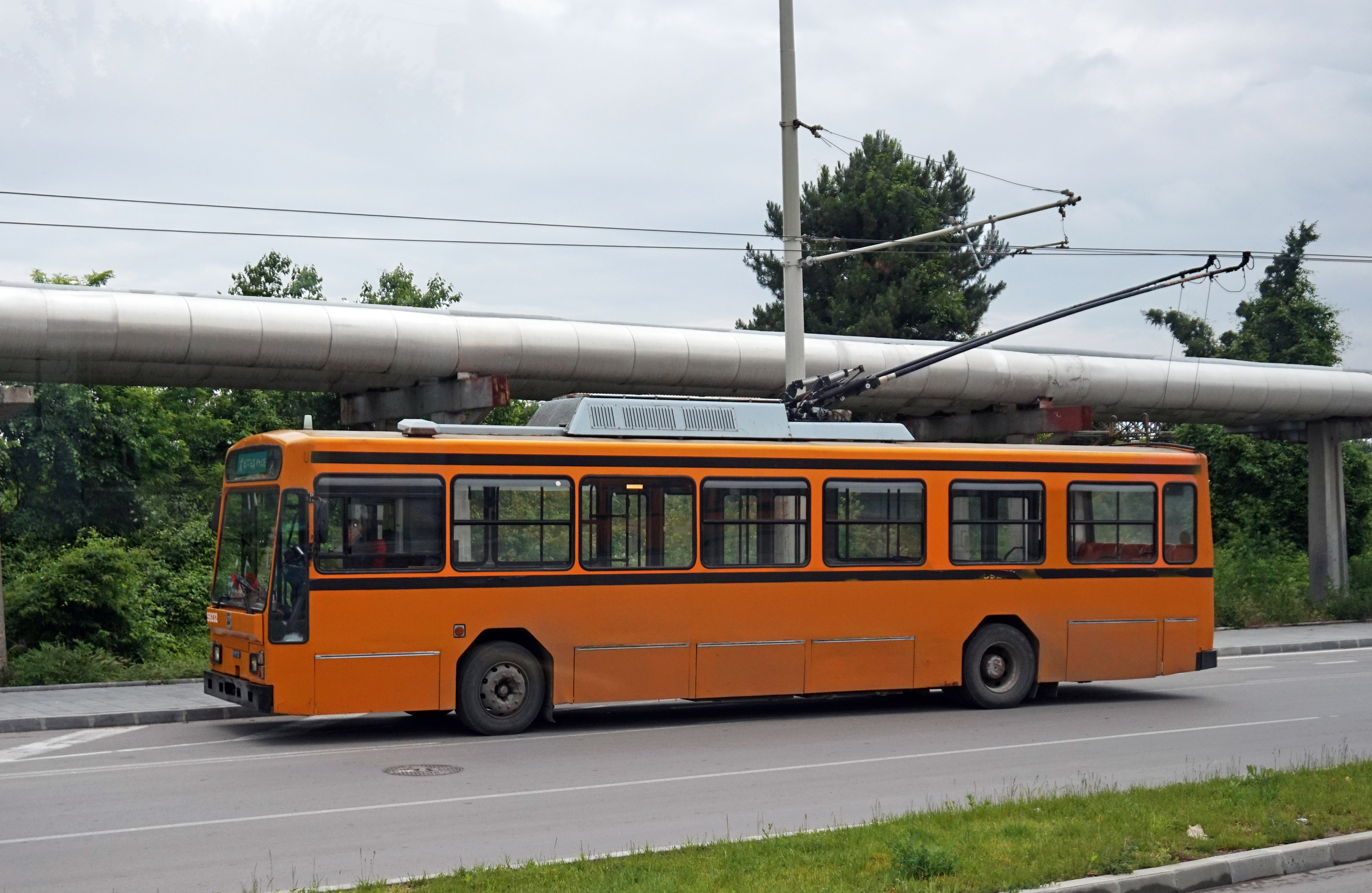
Trolleybus Iveco Socimi opérant sur le boulevard Tutrakan. en 2016

Il a été annoncé le 1er novembre 2008 que la municipalité de Roussé avait signé un accord de concession avec la branche bulgare de la société de transport israélienne Egged . Dans le cadre de la concession, la gestion des opérations de trolleybus dans la ville est devenue la responsabilité du holding de transport privé Egged Roussé.
L'ensemble du parc de véhicules, composé de ZiU de construction soviétique et d'anciens trolleybus suisses, a été remplacé en plusieurs étapes entre 2008 et 2013 par des véhicules en état d'occasion provenant de divers pays européens. L'investissement s'élèverait à 2 millions d'euros. La municipalité locale a financé le remplacement d'environ 70 % du réseau aérien dans le cadre du projet de transport urbain intégré. Les réparations comprenaient également la nouvelle couche de peinture et le remplacement des piliers endommagés du trolleybus.
Au cours de cette période, le service de conducteur a été interrompu pour toutes les lignes de trolleybus par mesure permanente de réduction des coûts. Les passagers achètent plutôt des abonnements et des cartes prépayées ou un billet à usage unique directement auprès du chauffeur. Après près de neuf ans d'exploitation dans le cadre d'une exploitation privée et d'une faible rentabilité globale, l'entité de transport par trolleybus a été restituée à la municipalité locale le 31 août 2017.

### Transports municipaux
À la suite de la reprise par la commune du holding de transport, un nombre important de véhicules vieillissants du parc de transport en commun ont été mis hors service. Cependant, les investissements dans des trolleybus supplémentaires en état d'usage se sont poursuivis afin d'assurer le fonctionnement du système de transport. Les livraisons ont eu lieu en plusieurs tranches entre 2019 et 2022.
De nouveaux commutateurs aériens équipés d'une fonctionnalité de télécommande automatique ont été installés dans toute la ville afin de remplacer les infrastructures obsolètes et d'améliorer les performances des trolleybus. Roussé a reçu 15 trolleybus modernes du constructeur tchèque SOR Libchavy en 2023.

## Prestations de service
Aujourd'hui, le réseau de trolleybus Ruse compte 7 lignes : 
| 2  | Boulevard "Treti Mart". – "Envoyé Uan" Str. – Rue "Nikolaevska" – Boulevard "Skobelev". – Boulevard "Lipnik".                        | 15 arrêts    |
| 9  | Quartier résidentiel sud de Charodeyka – Boulevard « Hristo Botev » – Rue « Stefan Stambolov ». – Boulevard "Treti Mart".            | 12/13 arrêts |
| 13 | Quartier résidentiel Druzhba 3 – rue "Dame Gruev". – Boulevard "Tsar Osvoboditel". - Boulevard "Lipnik". – Parc de tri de Roussé.    | 14 arrêts    |
| 21 | Quartier résidentiel sud de Charodeyka – Boulevard "Tsar Osvoboditel". – Boulevard "Lipnik". – Parc de tri de Roussé.                | 13 arrêts    |
| 24 | Quartier résidentiel Druzhba 3 – Boulevard « Tsar Osvoboditel » – Boulevard « Skobelev ». – Boulevard "Treti Mart".                  | 13/14 arrêts |
| 27 | Quartier résidentiel Druzhba 3 – Boulevard "Hristo Botev". – Boulevard "Syedinenie". – Boulevard "Toutrakan".                        | 15 arrêts    |
| 29 | Quartier résidentiel sud de Charodeyka – Boulevard "Hristo Botev". – Boulevard "Syedinenie". – Rue "Pliska" – Boulevard "Toutrakan". | 14 arrêts    |

## Flotte
Le transport par trolleybus à Roussé exploite le SOR TNS 12, aux côtés des véhicules d'occasion NAW/Lauber 91T.
|  | En service | Fabricant    | Taper | Modèle | Plancher bas | Construit | Remarques           |
|  | ---------- | ------------ | ----- | ------ | ------------ | --------- | ------------------- |
|  | 15 unités  | SOR Libchavy | TNS12 | rigide | Oui          | 2023      | Trolleybus hybrides |
|  | 22 unités  | NAW /Lauber  | 91T   | rigide | Non          | 1986-1990 | ex- Lausanne .      |

### Flotte passée
|  | Quantité  | Fabricant        | Taper       | Modèle   | Plancher bas | Construit | Remarques                                              |
|  | --------- | ---------------- | ----------- | -------- | ------------ | --------- | ------------------------------------------------------ |
|  | 56 unités | ZiU              | ZiU-9       | rigide   | Non          | 1988-1990 | Véhicules de construction soviétique.                  |
|  | 5 unités  | ZiU              | ZiU-10      | articulé | Non          | 1989      | Véhicules de construction soviétique.                  |
|  | 6 unités  | Berna            | 4GTP        | articulé | Non          | 1965-1969 | ex Bâle et Winterthour                                 |
|  | 4 unités  | FBW              | Tr51        | rigide   | Non          | 1956      | ex Bâle                                                |
|  | 6 unités  | FBW              | GTr51       | articulé | Non          | 1961      | ex Berne                                               |
|  | 29 unités | Iveco            | 2470 Socimi | rigide   | Non          | 1983-1984 | ex- Milan . 1 véhicule donné à l'Université de Ruse .  |
|  | 2 unités  | Skoda Électrique | 14Tr        | rigide   | Non          | 1989      | ex Plzeň . Véhicule de formation retiré en juin 2022.  |
|  | 7 unités  | Neoplan          | N6021       | articulé | Oui          | 1995-1996 | ex Bâle                                                |
|  | 2 unités  | Mercedes-Benz    | O405GTD     | articulé | Non          | 1990      | ex- Esslingen                                          |
|  | 8 unités  | FBW/Hess         | 91T         | rigide   | Non          | 1982-1983 | ex- Lausanne . Retraité 2022. 2 unités mises au rebut. |
|  | 8 unités  | Renault          | ER100H      | rigide   | Non          | 1989      | ex Limoges . Retraité 2022. 2 unités mises au rebut.   |
|  | 12 unités | Skoda Électrique | 21TraCI     | rigide   | Non          | 2001-2003 | ex Plzeň . Retraité 2023.                              |